# Список заслуженных мастеров спорта СССР (вольная борьба)
| 1948 год |                                          |            |  |              |                    |  |
| 1        | Назарян Арташес Татевосович              | ??.03.1948 |  | Ереван       | «Динамо»           |  |
| 1951 год |                                          |            |  |              |                    |  |
| 1        | Мачкалян Варгашак Торопович              | ??.03.1951 |  | Тбилиси      | «Динамо»           |  |
| 2        | Цимакуридзе Давид Михайлович             | ??.03.1951 |  | Тбилиси      | «Искра»            |  |
| 3        | Кухианидзе Вахтанг Мелитонович           | ??.??.1951 |  |              |                    |  |
| 4        | Мекокишвили Арсен Спиридонович           | ??.09.1951 |  | Москва       | «Динамо»           |  |
| 5        | Ялтырян Арменак Вартересович             | ??.12.1951 |  | Киев         | «Динамо»           |  |
| 1954 год |                                          |            |  |              |                    |  |
| 1        | Балавадзе Вахтанг Михайлович             | ??.??.1954 |  |              |                    |  |
| 1957 год |                                          |            |  |              |                    |  |
| 1        | Кулаев Борис Хаджумарович                | ??.02.1957 |  | Орджоникидзе | «Спартак»          |  |
| 2        | Цалкаламанидзе Мириан Васильевич         | ??.02.1957 |  | Тбилиси      | «Трудовые резервы» |  |
| 3        | Дадашев Ибрагимпаша Гусейн оглы          | ??.06.1957 |  | Баку         | «Динамо»           |  |
| 1960 год |                                          |            |  |              |                    |  |
| 1        | Синявский Владимир Иванович              | ??.??.1960 |  | Киев         | «Локомотив»        |  |
| 2        | Схиртладзе Георгий Сергеевич             | ??.??.1960 |  | Тбилиси      | «Спартак»          |  |
| 1961 год |                                          |            |  |              |                    |  |
| 1        | Рубашвили (Рубайты) Владимир Григорьевич | ??.??.1961 |  |              |                    |  |
| 1962 год |                                          |            |  |              |                    |  |
| 1        | Алиев Али Зурканаевич                    | ??.05.1962 |  | «Урожай»     | Махачкала          |  |
| 1963 год |                                          |            |  |              |                    |  |
| 1        | Медведь Александр Васильевич             | 06.06.1963 |  |              | Минск              |  |
| 2        | Иваницкий Александр Владимирович         | 06.06.1963 |  |              | Москва             |  |

## 1965
- Бекмурзов, Михаил Гаврилович
- Ибрагимов, Айдын Али оглы
- Сагарадзе, Гурам Ревазович

## 1966
- Албул, Анатолий Михайлович
- Мушегян, Норайр Тагворович

## 1967
- Гуревич, Борис Михайлович

## 1968
- Бестаев, Алимбег Борисович

## 1969
- Бериашвили, Зарбег Иванович
- Ломидзе, Шота Григорьевич

## 1970
- Гулюткин, Владимир Яковлевич
- Страхов, Геннадий Николаевич
- Шахмурадов, Юрий Аванесович

## 1971
- Абдулбеков, Загалав Абдулбекович
- Гусов, Юрий Солтанбекович
- Тедиашвили, Леван Китоевич

## 1972
- Дмитриев, Роман Михайлович
- Ярыгин, Иван Сергеевич
- Хорлойгин Баянмунк (Монголия) (1944)
- Хохашвили, Нодар Георгиевич

## 1973
- Алахвердиев, Арсен Шахламазович
- Андиев, Сослан Петрович
- Сюльжин, Василий Петрович

## 1974
- Ашуралиев, Руслан Нуралиевич
- Насрулаев, Насрула Асадулаевич
- Новожилов, Виктор Владимирович
- Юмин, Владимир Сергеевич

## 1976
- Пинигин, Павел Павлович

## 1977
- Алексеев, Виктор Петрович
- Белоглазов, Анатолий Алексеевич
- Бисултанов, Асланбек Гирманович
- Прокопчук, Анатолий Константинович

## 1978
- Арацилов, Магомедхан Сулейманович
- Корнилаев, Сергей Григорьевич

## 1979
- Мате, Илья Фёдорович
- Орцуев, Хасан Умарович
- Харачура, Михаил Владимирович
- Хасимиков, Салман Алхазурович

## 1980
- Абсаидов, Сайпулла Атавович
- Абушев, Магомед-Гасан Мингажутдинович
- Белоглазов, Сергей Алексеевич
- Оганисян, Санасар Размикович

## 1982
- Дзгоев, Таймураз Асланбекович

## 1983
- Наниев, Пётр Ерастович
- Фадзаев, Арсен Сулейманович
- Хадарцев, Аслан Хазбиевич

## 1984
- Магомадов, Тарам Амхатович
- Мерманишвили, Малхаз Константинович (?)

## 1986
- Вараев, Адлан Абуевич
- Гобеджишвили, Давид Николаевич
- Исаев, Хазар Агаали оглу
- Магомедов, Магомед Ибрагимович
- Модосян, Владимир Гегамович
- Хабелов, Лери Габрелович
- Хадарцев, Махарбек Хазбиевич

## 1988
- Воробьев, Юрий
- Доржу, Александр Хертекович
- Саркисян, Степан Халатович
- Гоголев, Василий Николаевич

## 1989
- Атавов, Ахмед Султаналиевич
- Будаев, Борис Дугданович
- Жабраилов, Эльмади Зайнайдиевич

## 1991
- Оруджев, Вугар Нариман оглы
- Паршуков, Владимир Александрович
- Смаль, Сергей Николаевич
- Иванов, Александр Николаевич